# 스티븐 레비츠키
스티븐 로버트 레비츠키(Steven Robert Levitsky, 1968년 1월 17일~)는 미국의 정치학자이자 하버드 대학교 정부학 교수이다. 정치 제도, 민주주의, 라틴아메리카 정치에 관한 비교정치 연구로 잘 알려져 있으며, 특히 루컨 웨이(Lucan Way)와 함께 '경쟁적 권위주의' 개념을 이론화한 것으로 유명하다.
그는 2018년 다니엘 지블랫과 함께 저술한 《민주주의는 어떻게 무너지는가(How Democracies Die)》로 널리 알려졌으며, 이 책은 미국 및 유럽 여러 나라에서 베스트셀러가 되었다.

## 학문 경력
레비츠키는 1999년 캘리포니아 대학교 버클리에서 박사학위를 취득한 후, 노트르담 대학교 켈로그 국제연구소에서 방문연구원으로 활동하였다. 이후 2000년부터 하버드 대학교 정부학과 교수로 재직 중이며, 2008년 정교수로 승진하였다.
그는 국제문제연구소 및 데이비드 록펠러 라틴아메리카연구소의 운영위원으로 활동하고 있으며, 하버드 라틴아메리카 민주주의 학생회의(HACIA Democracy) 등 학생 단체의 자문교수로도 참여하고 있다.
그는 루컨 웨이(토론토 대학교)와 함께 '경쟁적 권위주의'(Competitive Authoritarianism) 체제를 공동 연구해 왔다. 이 개념은 형식적으로는 민주주의 제도를 갖추고 있으나, 실제로는 권위주의적 통치가 지속되는 체제를 설명한다. 이들은 세르비아의 슬로보단 밀로셰비치 정권과 러시아의 블라디미르 푸틴 정권을 대표적 사례로 제시하였다.
2018년, 레비츠키는 다니엘 지블랫과 공동으로 저서 《민주주의는 어떻게 무너지는가(How Democracies Die)》를 출간하였다. 이 책은 민주주의가 내부로부터 어떻게 붕괴되는지를 분석한 내용으로, 출간 즉시 주목을 받았고, 뉴욕 타임스 베스트셀러 목록에 수주간 올랐으며, 독일 주간지 데어 슈피겔의 논픽션 부문 베스트셀러에도 6주간 선정되었다. 해당 저서는 워싱턴 포스트, 타임, 포린 어페어스 등에서 2018년 최고의 비논픽션 도서로 선정되었다.
레비츠키와 지블랫은 미국 민주주의 관련 칼럼을 뉴욕 타임스 등에 지속적으로 공동 기고해 오고 있다.

## 주요 저서
- Transforming Labor-Based Parties in Latin America (2003)
- Competitive Authoritarianism (2010, 공저: Lucan Way)
- How Democracies Die (2018, 공저: Daniel Ziblatt)
- Revolution and Dictatorship (2022, 공저: Lucan Way)
- Tyranny of the Minority (2023, 공저: Daniel Ziblatt)